# Michaelerberg
Michaelerberg is een plaats en voormalige gemeente in de Oostenrijkse deelstaat Stiermarken. Het is een ortschaft van de gemeente Michaelerberg-Pruggern, die deel uitmaakt van de expositur Gröbming binnen het district Liezen.
De gemeente Michaelerberg telde in 2013 557 inwoners. In 2015 ging ze bij een herindeling, samen met Pruggern, op in de nieuwe gemeente Michaelerberg-Pruggern.
Aich · Gröbming · Haus · Michaelerberg-Pruggern · Mitterberg-Sankt Martin  · Öblarn · Ramsau am Dachstein · Schladming · Sölk
- Gemeinsame Normdatei: 1123101809
- Virtual International Authority File: 241424215